# Lois Howe
Lois Lilley Howe (25. září 1864 Cambridge – 13. září 1964 Cambridge) byla americká architektka a zakladatelka první ženské architektonické firmy v Bostonu v Massachusetts.

## Životopis
Narodila se v Cambridge v Massachusetts. V letech 1882–1886 studovala na škole Museum of Fine Arts School, později studovala architekturu na Massachusettském technologickém institutu, který byl jednou z pouhých šesti amerických škol architektury, kam byly před rokem 1910 přijímány ženy. Howe promovala v roce 1890. Ve třídě čítající 66 studentů byla jedinou ženou.

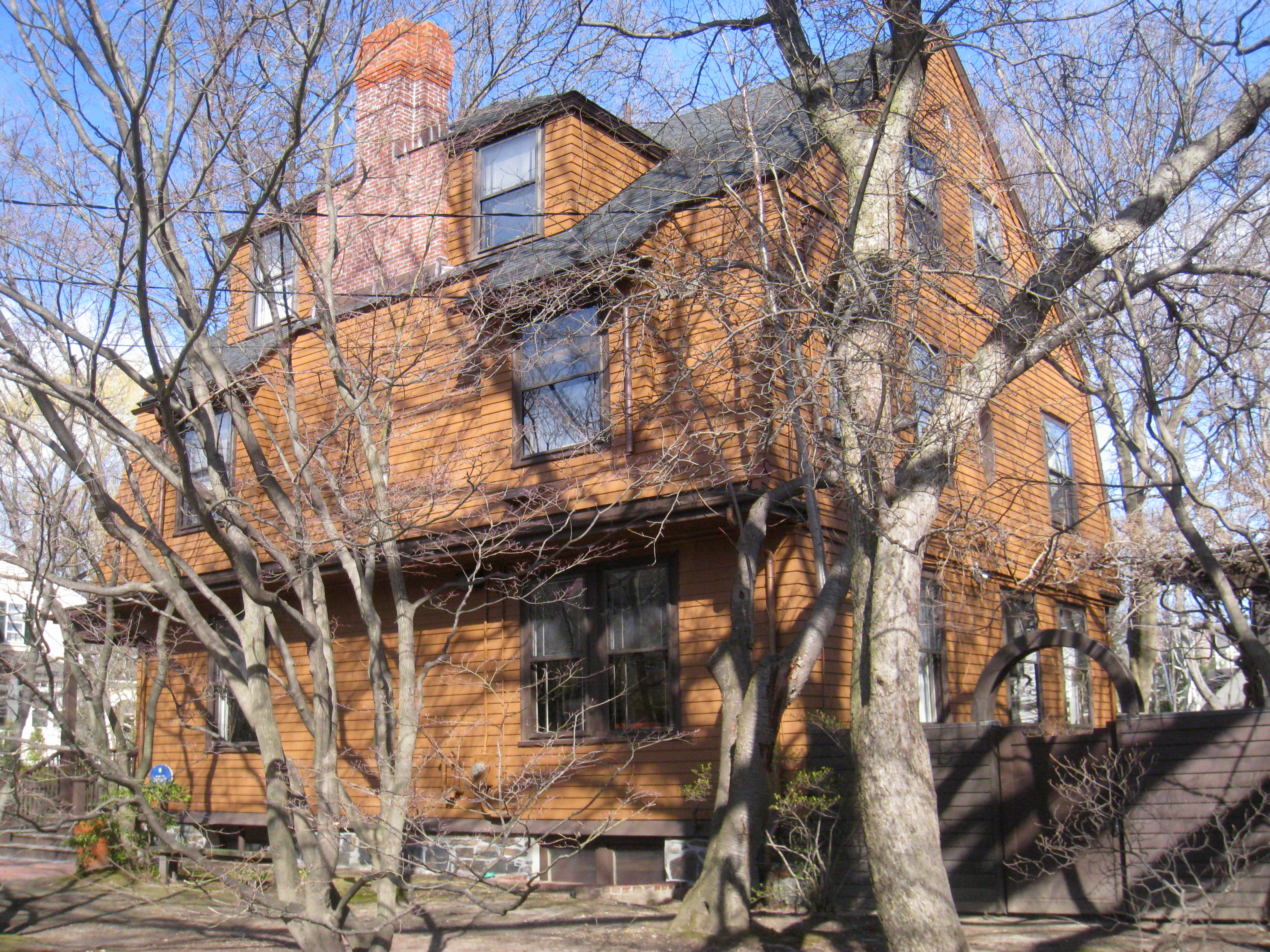
Památkově chráněný dům v němž žila Lois Howe na 6 Appleton Street, Cambridge

Po ukončení studia pracovala v kanceláři Allen and Kenway (později přejmenované na Allen & Collens). V soutěži na návrh Ženské budovy na Světové výstavě 1893 v Chicagu se umístila na druhém místě za Sophií Hayden. V roce 1894 si otevřela vlastní architektonickou kancelář. Zpočátku se její projekty skládaly z novostaveb nebo přestaveb domů pro přátele a známé, ale její úsilí se brzy začalo vyplácet v podobě dalších zakázek. Do roku 1900 měla dostatek práce, aby si mohla zřídit kancelář v centru Bostonu. V roce 1907 se zasazovala o inovativní využití omítek a psala články pro Architectural Review a Architectural Record. Její vášní byla historie a architektonické detaily, což se projevilo nejen v její práci, ale také v knize, kterou vydala v roce 1913 společně s Constance Fuller, další absolventkou MIT, s názvem Details of Old New England Houses (Detaily starých novoanglických domů). V roce 1913 se stala členkou týmu, který se věnoval historii a detailům architektury. V roce 1913 se její partnerkou ve firmě stala architektka Eleanor Manning. V roce 1926 se k firmě, která se tehdy přejmenovala na Howe, Manning & Almy, Inc. připojila architektka Mary Almy. Než si v roce 1913 založila vlastní praxi, pracovala pro ni architektka Eliza Newkirk Rogers. Krátkou dobu kolem roku 1920 pro Howe pracovala krajinářská architektka Elizabeth Greenleaf Pattee.
Během své kariéry byla předsedkyní Klubu bostonských podnikatelek (Business Women's Club of Boston) a předsedkyní Ženské asociace MIT (MIT Women's Association). Působila v kanceláři Bostonské společnosti architektů pro malé domy (Boston Society of Architect's Small House Bureau), ve výboru AIA pro malé domy a byla jmenována do správní rady Bytové asociace metropolitního Bostonu. Když Howe v roce 1937 odešla do důchodu, bylo jí 73 let. Firma Howe, Manning & Almy, Inc. se rozpadla a její partnerky zahájili samostatnou praxi. Ještě dlouho poté, co skončila s architektonickou praxí, se věnovala historii, přednášela v Cambridgeské historické společnosti a snažila se mladším členům připomenout, jaká byla Cambridge v dobách jejího mládí. 
Zemřela v roce 1964, krátce před svými stými narozeninami.

## Projekty

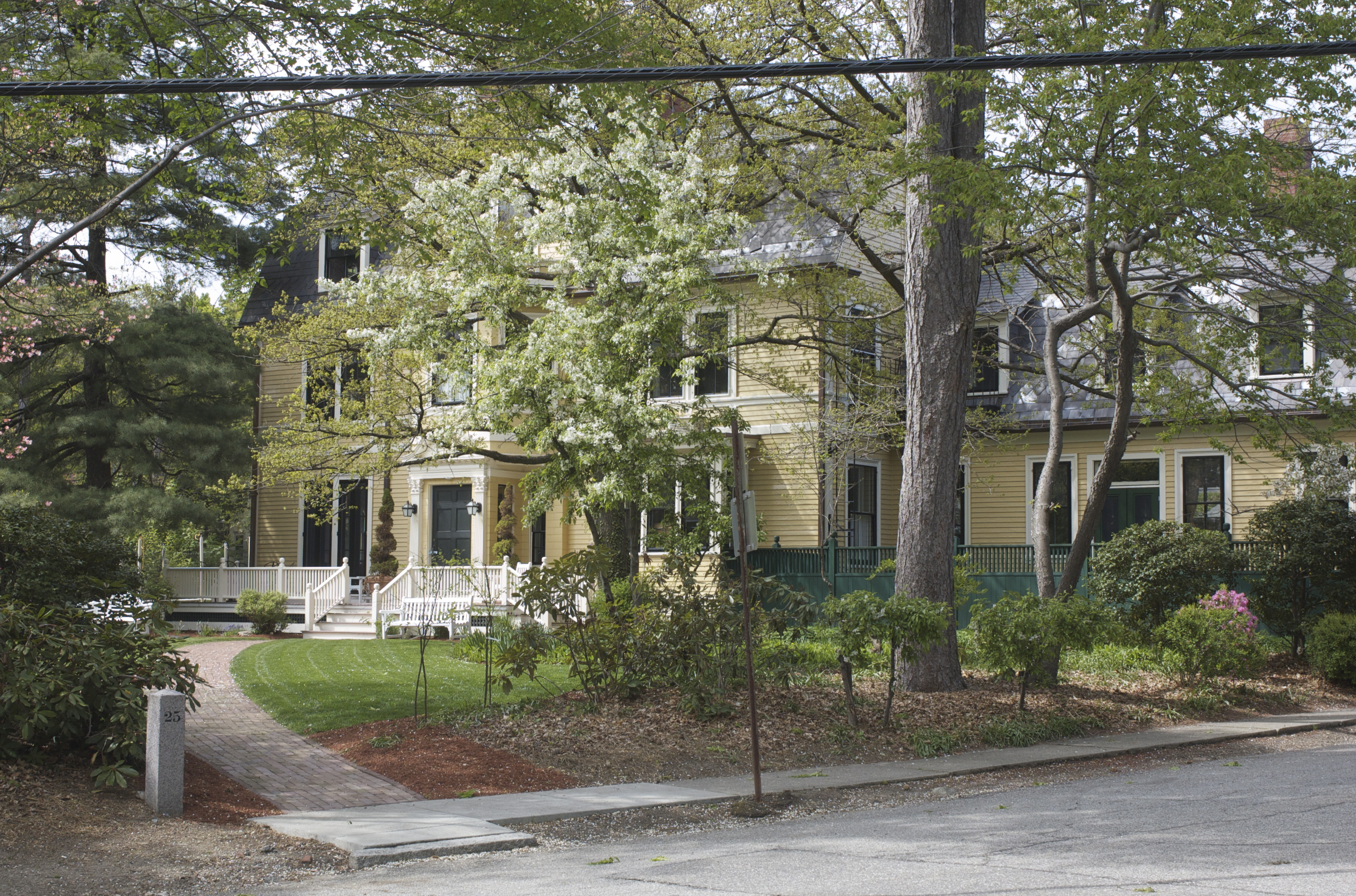
Hooper-Eliot House

Původně založila svou firmu v Bostonu na Tremont Street, kde přijímala zakázky na renovace a novostavby. Jednou z prvních renovací byl Hooper-Eliot House v roce 1902, kde přidala „prolamované dveře se svitkovými polštářky”.
Se svými partnerkami ve firmě Howe, Manning & Almy realizovala za 43 let své praxe více než 426 zakázek, 500 projektů (z nichž většina stále existuje). Trvanlivé návrhy, pečlivé řemeslné zpracování, prvotřídní materiály a žádané lokality učinily z jejich domů jedny z nejpohodlnějších a nejatraktivnějších obydlí.
Dokumenty Lois Lilley Howe jsou uloženy ve sbírce Howe, Manning a Almy na MIT. Její fotografická sbírka je uložena u Cambridgeské historické společnosti (Cambridge Historical Society).

## Ocenění
Prvního uznání se jí dostalo v roce 1893, kdy se umístila na druhém místě v národní soutěži o Ženskou budovu na Světové výstavě v Chicagu.
V roce 1901 se stala druhou ženou-členkou Amerického institutu architektury (AIA) a v roce 1931 byla zvolena první spolupracovnicí AIA.
Mnoho jejich návrhů se objevilo v článcích a knihách časopisů House Beautiful a Architecture, vychvalujících nejlepší malé domy.